# 学校騒動

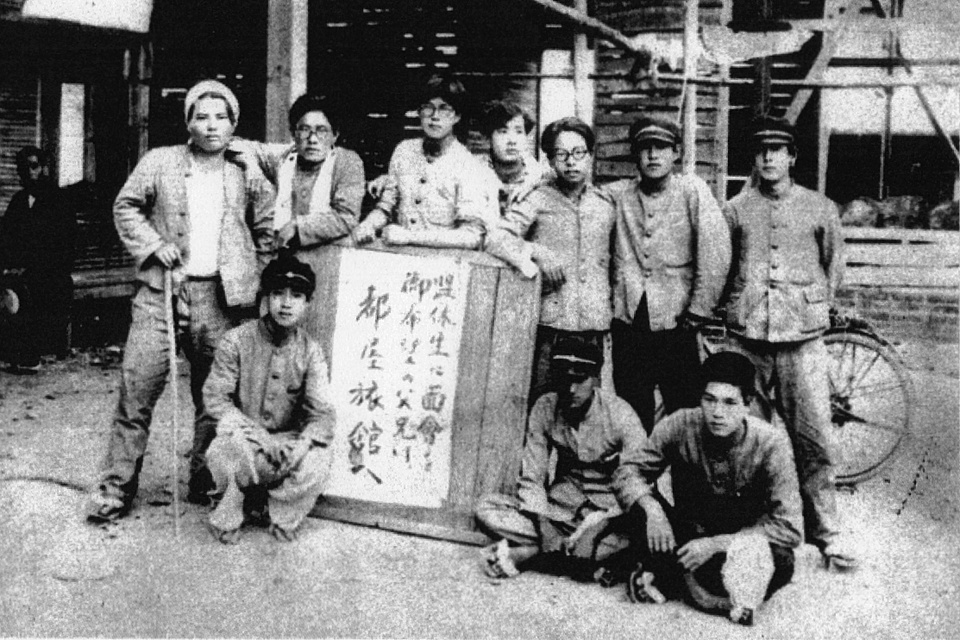
1930年に旧制佐賀高等学校で発生した同盟休校

学校騒動（がっこうそうどう）は、学校において発生する騒動・紛争。学校紛擾（がっこうふんじょう）とも言う。

## 概要
学校騒動は様々な原因で発生し、その目的・要求内容も様々であり、典型的な例は存在しない。教育方法・管理教育方針、設備授業料等の教育環境、教員人事、学生の処分、などへの学生生徒児童の不満。学生生徒が学生自治を求めたり政治問題への意識、管理者と教職員の紛争、教職員内の紛争、などから発生した。おおまかに学校側管理者・教職員内部の騒動、学校と外部との騒動、学校側管理者・教職員と学生生徒児童との騒動、学生生徒児童間の騒動・紛争に分けられる。手段も様々であり同盟休校（一部施設を占拠篭城させることも含む）がとられた事が多い。
学生運動に接続することも多かった。戦前に使われたことが多い用語で、戦後の学園紛争に近い。
祭り感覚で行われたり参加した事も多かった。高野陽太郎は戦前の日本人が必ずしも集団主義的ではなく個人主義的面も多くあった例として学校紛擾を挙げている。

## 要求内容
学校騒動の発端は複合する場合も多く、要求内容が複数あるのが多かった。以下の分類の大部分は伊藤彰浩『戦間期日本の高等教育』「第5章 学校騒動」に依った。
学生の自治要求・管理主義への反発・学生処分への反発
学生自治組織・弁論・新聞・文芸への干渉への反発。社会科学研究の自由の要求。校友会・学友会・学生寮・応援団・運動部制度・選手制度などへの自治・改革要求。など学校生活全般への管理・統制への反発。
また、学生の処分への反発で、左傾への処分、不穏当記事、異性問題、カンニング、暴力事件などの処分へ反発した。
教育環境や学校経営への不満
教育と環境への不満。教授陣、カリキュラム、教育方法、施設・設備の不備、卒業資格問題、実態に反した誇大宣伝、万年ノート、出席制度、資格指定校認定を求めて、試験の難解さ、伝染病のため試験延期、教員と生徒との醜関係、自校の大学昇格、
また、学校経営者の営利主義への反発で、授業料値上げ、寄付金、各種手数料、収賄による進級、教員による病院経営に没頭、などの原因がある。
管理者・教職員層での内紛
経営の主導権をめぐる管理者層の内紛、学閥に基づく教員層の内部対立、管理者に不満を持つ教員層の反抗。
また、教員の人事異動や処分への反発で学生が不満を持ち撤回を求めたりや留任運動を起こした。
学外の政治問題
軍事教練への反対・抗議運動、滝川事件への抗議、学内への警察権進入への抗議、などがある。
学校と外部の対立
東京高商と文部省の対立、経営母体と大学の対立、などの決着を求めて
学生間の対立（個人的対立を含む）
その他
早慶戦入場券の配分、野球部内の紛擾の解決

## 手順
手順は騒動毎に差異があり典型は存在せず一概には言えない。以下、伊藤がまとめた代表的な一例を述べる。一部の学生の不満から全校による学生大会を開催し要求事項の提出。代表者による学校当局との交渉するが多くは決裂し同盟休校に突入。学生寮や校舎に占拠・籠城する。あるいは校外に本部を設ける。昭和期には組織が細かく分化し1932年拓殖大では「各クラスより実行委員をあげ会計、警備、炊事、交渉、衛生の各係を定め…」1932年高松高商では「籠城組は統制部、父兄部、新聞係、衛生係、会計係等の部署を定め…」ている。騒動では学校側とともに宣伝合戦を繰り広げた。檄文も飛び交った。大規模校では「管理者、卒業生、父母、教員、学生らの間の複雑な合従連衡がみられた」。対して学校側では臨時休校の措置をとり首謀者の処分をとるが収束しない場合が多く、調停者が出てくる。卒業生の著名人・有力者や地方の名士ら、果ては文部省が仲介に当った。長期化した場合には学生の中から「終息を望む意向が強く顕在化」した事も多かった。事件後は首謀者らは処分される可能性が高かった。
また、太宰治の『学生群』では、手順は、授業を拒否しクラス会を決行し生徒大会実行委員を2名ずつ選挙。実行委員30名・級長30名・各部活動1名ずつ、で準備会を開く。生徒大会で決議文を作製し10人が交渉委員となり相手方に手交、決裂し休校が始まった。実行委員会（本部、最高幹部会）を設け綿密に打ち合わせる。クラス会での意見を本部に報告したり本部から指令が来た。教師も反ストライキ派の学生生徒を使い切り崩しを試みたり妨害したりした。

## 歴史
明治期に始まった。昭和初期にピークを迎え「学校騒動慢性化時代」と呼ばれた。

## 事例

### 教職員・管理者の内部対立の事例
※学校側教職員内部の対立にさらに学生生徒児童を巻き込んだ事例も含める。

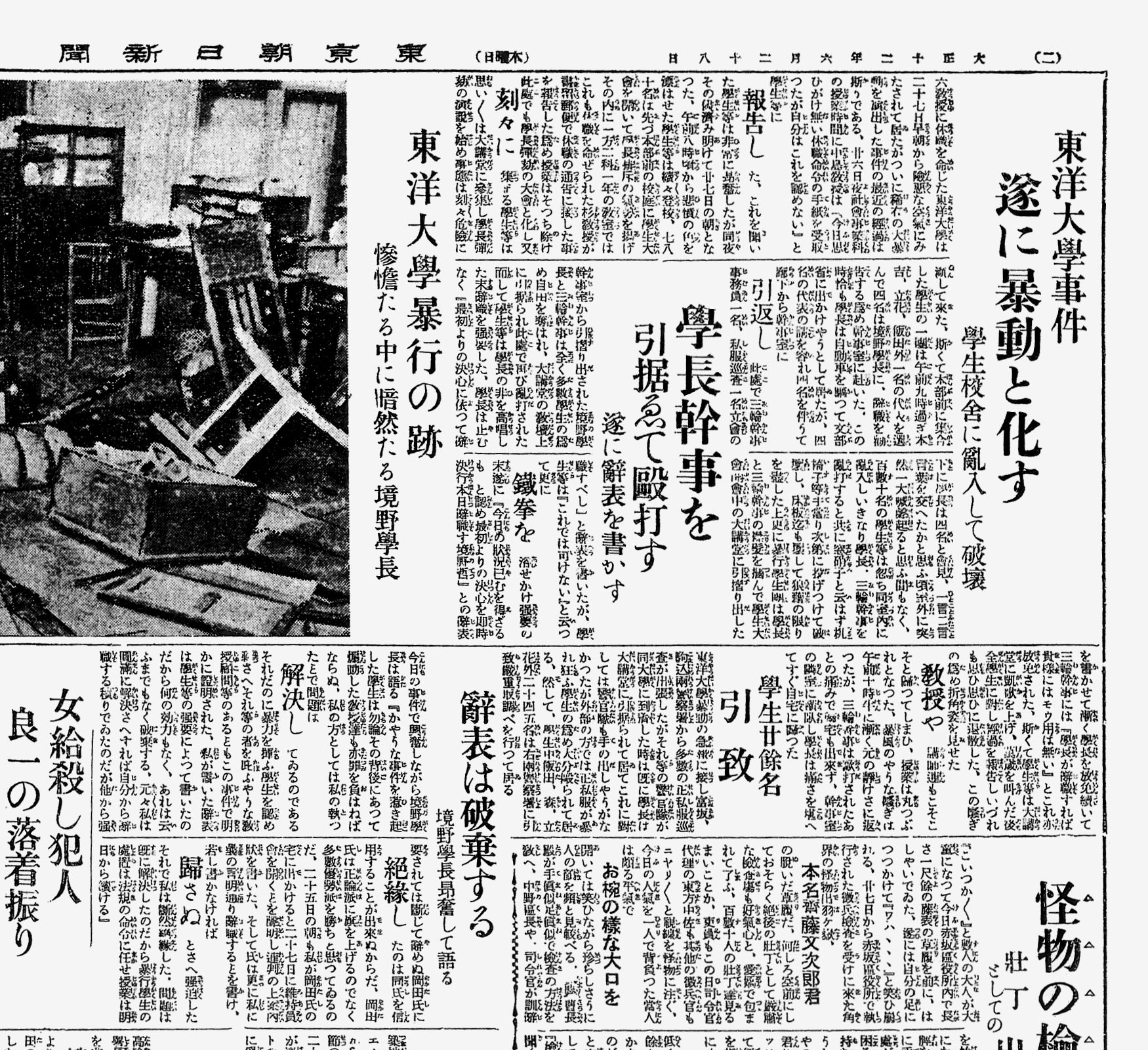
東洋大学の学生暴動を報じる『東京朝日新聞』（1923年6月28日付夕刊2面）

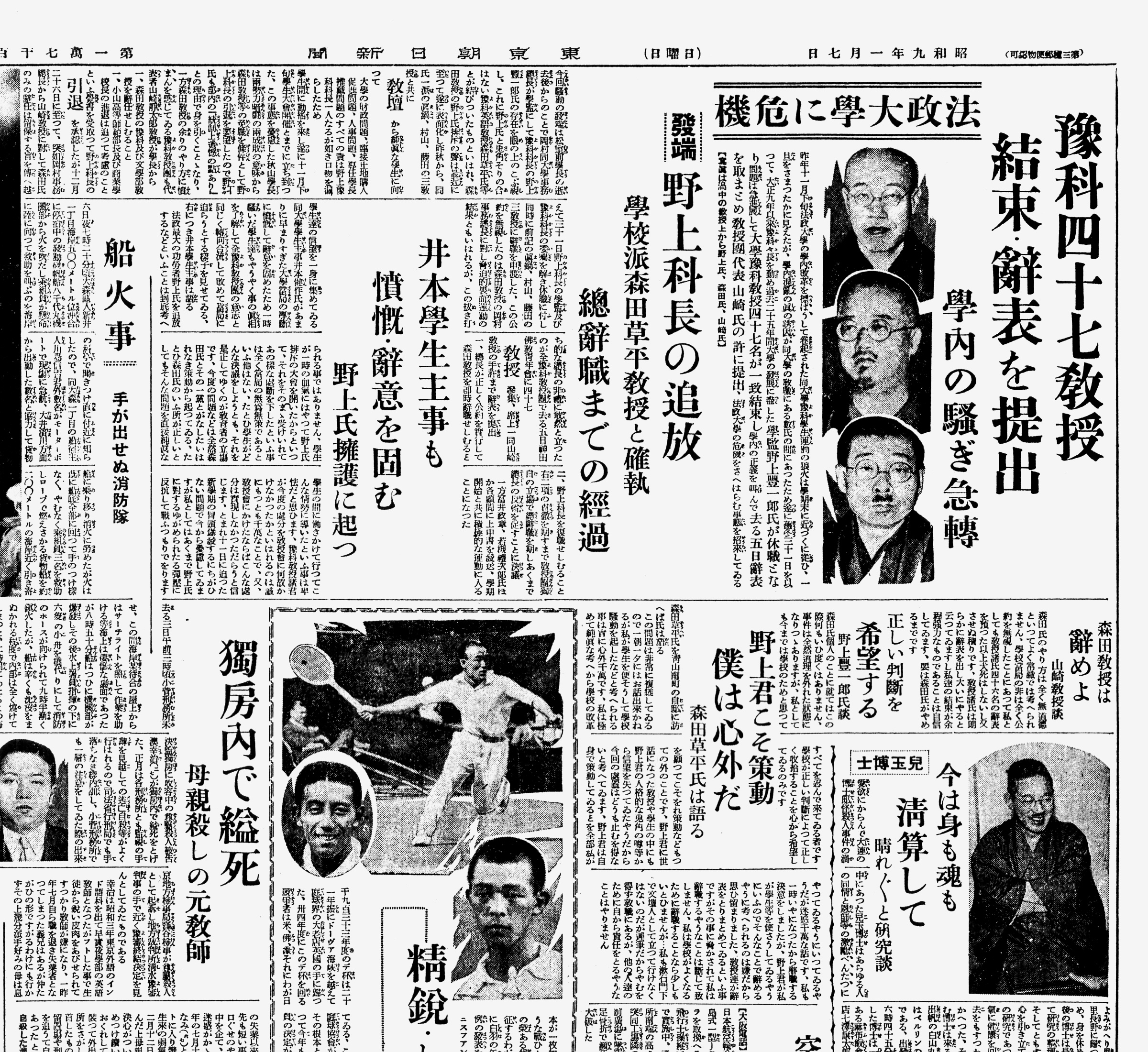
法政騒動を報じる『東京朝日新聞』（1934年1月7日付朝刊15面）

- 北越学館事件 - 1888年、北越学館教頭内村鑑三が発起人の成瀬仁蔵らと対立して辞任。北越学館（→北越学院）は生徒数減少のため1893年に閉校した。
- 美術学校騒動 -
- 明治学院神学部教科書問題 - 1903年12月、明治学院神学部教授植村正久が教科書採用をめぐって同僚宣教師サムエル・フルトンと対立して辞任し、翌年東京神学社を設立した。フルトンの派遣元である米国南長老ミッションもまた明治学院との関係を断ち、神戸神学校を設立した[4][5]。
- 哲学館大学革新事件 - 1904年、哲学館事件の事後処理をめぐって井上円了学長と同窓会が対立[6]。井上学長は1905年12月に辞任し、翌年6月哲学館大学は東洋大学と改称した。
- 澤柳事件 - 1913年、京都帝国大学総長澤柳政太郎が教学刷新と称して谷本富ら7教授に辞表を提出させたが、法科大学教授会の抵抗に遭い、逆に澤柳が依頼免官へと追いやられた。
- 早稲田騒動 - 1917年、天野為之学長の学校運営に不満を抱く教職員らが高田早苗前学長の復職を画策したことに学生・校友らが反発。騒動の模様は新聞で連日大きく報じられた[7]。
- 境野事件 - 1923年5月末、東洋大学学長境野哲が一幹事の解職を強行したことが発端となって学生・教職員・校友をも巻き込む騒乱が起こる。6月27日に境野学長に対する集団暴行事件が発生。境野に事態収拾の能力なしと見た文部省は同月29日、境野に対する学長認可取消の処分を行った[8]。この事件は東洋大学の旧制大学への昇格を遅らせる原因の一つとなった[9]。
- 法政騒動 - 1933年11月、法政大学教授森田草平とその一派が野上豊一郎学監兼予科長の辞職を要求。翌年1月野上支持の予科教授・講師47名が集団辞職。その後法政大学は騒動の調停に一役買った竹内賀久治とその一派によって牛耳られることになる。
- 東北学院高等学部教授免職問題 - 1931年6月、角田桂嶽教授の免職をめぐって理事会と教員たちが対立[10]。
- 国体明徴論文掲載拒否事件 - 1936年-1937年、同志社大学法学部助教授野村重臣の論文が『同志社論叢』に不掲載となったことで法学部内の左右両派の対立が激化し、憲兵司令官中島今朝吾が介入する事態となる。
- 教授侮辱事件 - 1938年11月、明治大学指導局長松室孝良（予備役陸軍少将）が、明大には学問の蘊奥も大学としての資格もないとの訓示を行ったことで教授らの反発を招き、木下友三郎総長が松室の代わりに教授会で謝罪されられた[11]。
- 大専騒動 - 1943年、大阪専門学校校長小野村胤敏が大阪理工科大学設立にあたって文部官僚に賄賂を贈ったとの噂が流れ、校長排斥運動や配属将校引き揚げ問題が発生するに至った。大阪専門学校の前身は財団法人日本大学が設立した日本大学専門学校であり、騒動の背景には小野村を含めた東京から派遣された幹部と大阪の幹部との対立があった。最終的にこの騒動は世耕弘一の下で沈静化に向かい、大阪専門学校と大阪理工科大学は戦後の学制改革で近畿大学へと移行した。

### 学校と外部の対立の事例
- 京都帝国大学 -
- 東京高等商業学校・東京商科大学 - 1908年から1909年にかけて東京高等商業学校と文部省との間の紛争で申酉事件と呼ばれる。犬丸徹三も参加。1931年には政府による予科および専門部廃止をめぐり教授・学生・如水会と対立し籠城事件が起きた。
- 同志社 - 1896年、アメリカン・ボードとの関係悪化により外国人宣教師団が同志社から引き上げる（1900年復帰）。1935年、軍部の圧力に屈して高商武道場に神棚を設置（神棚事件）。

### 教職員・管理者と学生生徒児童との対立の事例
旧制大学

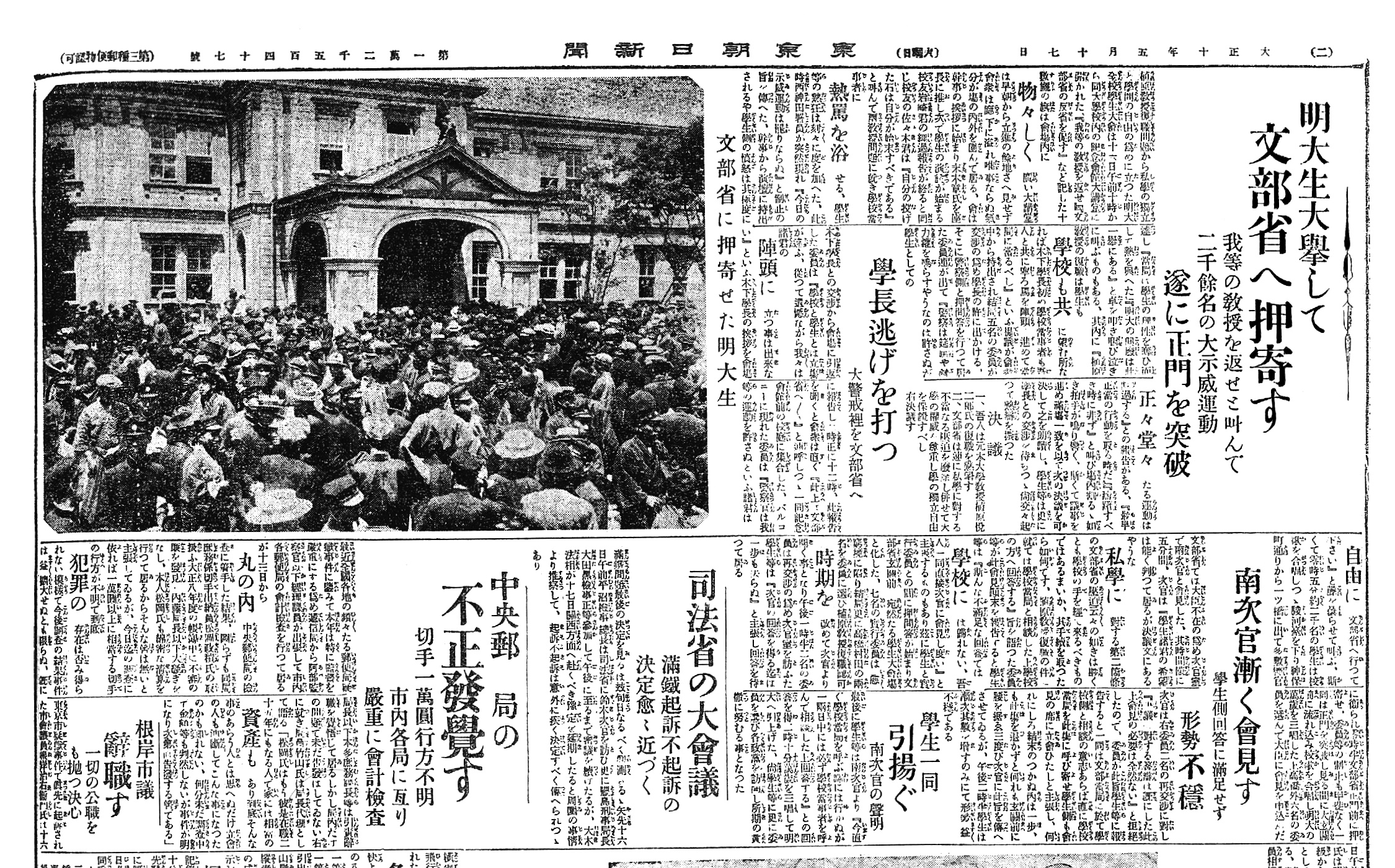
文部省に押し寄せた明大生
（植原・笹川事件）

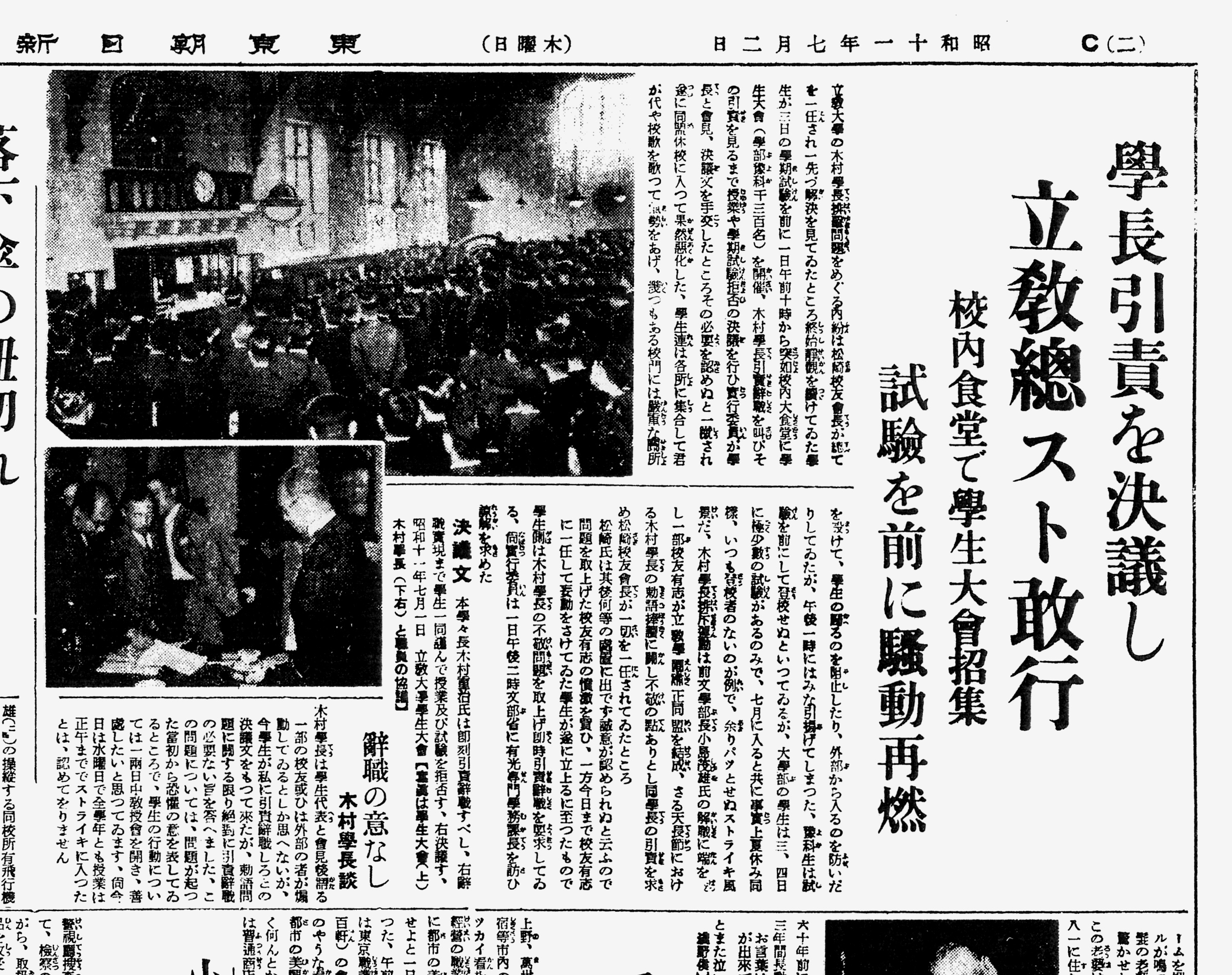
立教大学チャペル事件（『東京朝日新聞』 1936年7月2日付夕刊2面）

- 東京医学校 - 1875年11月入学した北里柴三郎が設立・主将をした結社の「同盟社」が演説会、出版、スポーツ大会、ストライキの指導、をした。
- 東京帝国大学 - 1926年。1929年5月15日1000名で授業料値上げ反対など様々な要求を掲げ学生大会、乱闘、示威運動し散会[2]。1930年5月。1931年6月2回紛擾。1931年11月。1933年5月 - 7月。
- 京都帝国大学 - 1926年、学友会改革の紛擾。1929年9月、紛擾。
- 名古屋帝国大学 - 愛知県立医学校時代の1903年4月、教諭排斥盟休。1908年10月、[12]。
- 北海道帝国大学 - 1928年12月、校友会の文武会の自主化案提出後学生大会2000名盟休[2]。
- 九州帝国大学
- 慶応義塾大学 - 1930年11月紛擾。1931年1月盟休。1931年6月紛擾。
- 早稲田大学 - 東京専門学校時代には国木田独歩が1891年に学校改革と校長への不信のために同盟休校を行い、まもなく退学。1925年軍事研究団事件[1]。1928年6月。1929年5月紛擾、学生大会・デモ[2]。1930年10月 - 11月、早慶野球戦切符事件。11月17日解決[13]。
- 日本大学 - 1928年5月、予科生2000名が盟休。1930年5月 - 6月、2000名が盟休し警官隊と衝突[12]。1931年5月専門部歯科盟休、病院経営に没頭する教員へ反発[1]。1931年11月、芸術科盟休。1932年10月、専門部医科[1]。1933年2月。1939年6月、[12]。1939年10月、[14]。
- 東洋大学 - 1926年6月、入学案内での予告と異なるカリキュラム構成への不満から紛擾[1]。1944年9月、卒業式で専門部拓殖科の一部卒業生が高嶋米峰学長らの退陣を要求し、さらに別室で高嶋に暴行を加えた。その背景には石原産業鉱山での過酷な勤労動員への不満があった[15]。
- 中央大学 - 1933年、暴利を貪る食堂ボイコット[1]。
- 立教大学 - 1926年、寄宿舎食堂の請負制度に対する批判が起こり、食事ボイコットと共に自治制による食堂運営に移行[16]。1930年11月、野球部内が監督派・排斥派で対立し新聞記事に。学校側許可の上、各クラス委員連合協議会と学友会各部委員が合流し大会。学友会部長会議で収束へ[17]。1933年3月、[12]。1936年7月、チャペル事件により木村重治学長辞任[18]。
- 明治大学 - 1920年12月 - 翌年5月、植原・笹川事件。1930年11月 - 12月、校内雄弁大会から13条を要求し学生大会・デモ・暴行・同盟休校後に調停があり自治機関の確立他大体を認めさせた。[17]。1931年[1]。1932年11月、専門部盟休。1933年11月、予科生[12]。
- 駒澤大学 - 1927年、専門部1年生盟休[12]。1937年5月、[12]。
- 立正大学 - 1930年5月、[12]。
- 専修大学 - 1928年12月、[14]。
- 拓殖大学 - 1932年5月、学校改革を叫び600名校内に篭城[12]。
- 新潟医大 - 1931年2月、
- 名古屋医科大学 - 1931年6月、[12]。
- 同志社大学 - 同志社英学校時代には1880年に徳富蘇峰が同盟休校を起こす。1928年12月、同志社有終館の失火を原因とした理事会総辞職とその後の再選により海老名弾正総長以外の理事がほぼ全員再選されたことに学内での異議が噴出する。翌、1929年4月 - 5月、大学新聞が岩倉校地買収に関し一部理事の醜事を摘発。理事会は連合教授会まで動かして新聞の背後にあるとした13教授を解職。25日に13教授が声明発表。26日各学部別学生大会を開催。27日目的貫徹まで授業ボイコットを決議。先輩の調停で5月8日散会[2]。1931年6月、予科盟休。1937年7月、チャペル籠城事件[19]。
- 龍谷大学 - 1929年4月、
- 大谷大学 - 1928年[1]。
- 京都府立医科大学 - 1924年、予科で学期末試験受験資格厳格化への反対[1]。
- 大阪商科大学 - 1932年2月、出席制度全廃を求めて[1]。
- 関西大学 - 1921年5月、三笠山血盟事件[20]。1927年10月、宮島綱男専務理事排斥で1200名盟休[14]。1930年6月、[14]。

旧制高校および大学予科
- 第一高等学校 -
- 第二高等学校 - 1897年3月。1927年6月、校長排斥の紛擾で全学生が盟休。1932年11月紛擾。
- 第三高等学校 - 大宅壮一。1929年のストライキでは日野原重明がクラス代表の一人だった[21]。1930年7月、同盟休校し校門占領と寄宿舎籠城へ[2]。
- 第四高等学校 - 1928年6月。1930年6月。1938年6月、応援団廃止問題で生徒処罰に端を発し諸種の要求を掲げ寺に篭城[2]。
- 第五高等学校 - 1932年3月、学生新聞が左傾で処分から籠城する[1]。
- 第六高等学校 - 1927年11月 - 12月、万年ノート改正期成同盟を結成し全校で学生大会。1929年12月、盟休、校長が譲歩し解決[2]。
- 第七高等学校 -
- 第八高等学校 - 1930年2月 - 12月：反帝同盟事件。学生37名検挙。うち3名放校、6名退学、都留重人ら10名除籍。
- 弘前高等学校 - 1929年2月、校長の校友会費横領により起きた同盟休校を太宰治が小説「学生群」に描いた。1929年11月、
- 山形高等学校 - 1928年6月、伝染病を理由に試験延期を要求[1]。
- 水戸高等学校 - 1926年6月、[12]。1928年6月 - 7月、校長の不徳行為から排斥運動[2]。1932年12月。
- 浦和高等学校 - 1929年11月、寮自治要求[2]。1930年6月盟休。
- 東京高等学校 - 1931年2月 - 3月、[17]。1931年10月、[14]。
- 新潟高等学校 - 1929年6月、選手制度・対抗競技の廃止を求め校長の許可を得て生徒大会、翌日無記名投票、部長会議で改革へ[17]。1930年1月盟休。1931年6月。
- 富山高等学校 - 1930年6月盟休[2]。
- 松本高等学校 -
- 静岡高等学校 - 1929年12月、選手制度廃止要求と試験延期要求から盟休。学校が要求を容れて解決[2]。1931年4月、左傾[17]。
- 大阪高等学校 - 1930年11月、
- 姫路高等学校 - 1929年6月。1929年12月、左傾生徒検挙などから盟休へ[2]。1930年、教室拡張問題から紛擾[17]、河本敏夫除籍に端を発し、全校ストライキ。学生12名が検挙され宮崎辰雄が放学処分。
- 松江高等学校 - 1929年11月[2]。1931年12月盟休。
- 広島高等学校 - 1934年6月、
- 山口高等学校 - 1893年11月、[12]。1930年12月、
- 松山高等学校 - 1926年11月、校長排斥の紛擾。1929年11月。1930年、異性問題への処分に反発し紛擾[1]。
- 高知高等学校 - 1929年12月 - 1930年1月、校内自治要求
- 福岡高等学校 - 1929年12月、[2]。
- 佐賀高等学校 - 1930年10月、総務選挙スローガン撤廃から盟休へ[2]。
- 台北高等学校 - 1930年5月、カンニングへの処分に反発し9月10日から学校に籠城[1]。翌年9月、下村湖人校長が辞任[22]。
- 成城学園 - 1933年、小原國芳前校長の復職と三沢糾新校長の辞職を求める学園紛擾発生[23][12]。
- 早稲田高等学院 - 1924年11月、[14]。1931年2月[17]。

旧制専門学校
- 福島高等商業学校 - 1934年4月、講堂に籠城[14]。
- 大阪高等商業学校 - 1930年11月、警察への逮捕への抗議で生徒大会。学校側は3日間臨時休業。その間生徒大会で盟休は行わない決定し解散式。1931年4月、始業式で紛擾[17]。
- 和歌山高等商業学校 - 1931年、暴力事件への処分に反発し紛擾[1]。
- 高松高等商業学校 - 絶食同盟。1932年10月。
- 大倉高等商業学校 - 1930年11月盟休[17]。
- 東京外国語学校 - 1908年12月、[14]。1932年6月盟休、[12]。
- 大阪外国語学校 - 1931年2月、出席点呼で代返したとして21名を謹慎処分した事に対し不満を持つ1・2年生が生徒大会後講堂に留まり盟休[17]。
- 慶応義塾高等部 - 1930年1月 - 2月、3年制などを反対し同盟休校に入った。盟休指導部を設け移動本部とした[17]。
- 帝国美術学校（現武蔵野美術大学）-1935年、北昤吉校長と学生らの対立から盟休、北は多摩帝国美術学校（現多摩美術大学）へ分離独立。
- 日本女子大学 - 1930年10月 - 11月、制度変更の発表に対し生徒は休講し考究の時間が欲しいと申し出て許可を得る[17]。総合大学計画廃棄発表に当局の不誠意に憤慨[12]等もあったが収束。
- 東京女子大学
- 東京音楽学校 - 1927年10月、[14]。1931年3月、紛擾[12]。
- 青山学院 - 1925年、軍事教練反対[1]。1943年、笹森順造院長が適材適所とは言い難い教員人事異動を強行して学生らの反発を招き、警察が出動する騒ぎとなる[24]。
- 東北学院 - 1931年、高等学部騒擾事件[25]。
- 国士舘専門学校 - 1934年6月、[14]。
- 東京女子歯科医学専門学校 - 1927年、歯科医師取得指定校認定を求めて[1]。1930年2月、7教授解職反対・学校内容充実を求め4ヶ月盟休[2]。1930年11月、[12]。
- 東京女子薬学専門学校 - 1930年1月、1933年1月、[14]。
- 和洋女子専門学校 - 1934年、ワンマン経営者への反発から騒動が起きたが解決に数ヶ月かかった[1]。
- 大東文化学院 - 1926年、教員集団の抗争から双方の陣営にそれぞれ学生・卒業生らが分裂[1]。
- 東洋音楽学校 - 1927年2月[12]。
- 岩手医学専門学校 -　1930年7月、実験解剖施設の改善を求めて紛擾[1]。
- 西南学院 - 1928年7月 - 1929年7月、日曜日問題。

師範学校
- 北海道尋常師範学校 - 1894年[26]。
- 青森師範学校 - 1913年10月、[12]。1922年9月、[14]。
- 茨城師範学校 -
- 栃木師範学校 - 1890年、栃木県史。1920年11月、[14]。
- 千葉師範学校 - 1915年、
- 埼玉師範学校 - 1891年10月、試験規則改定反対から3年生白紙答案提出、1・2年生旅館に籠城、説得に赴いた4年生も同調し全学ボイコット[27]。1895年11月。1901年11月。1904年9月。1904年12月。1905年2月。1905年12月。1908年12月。1921年12月、[14]。
- 埼玉県女子師範学校 - 1914年5月、[14]。
- 東京府豊島師範学校 - 1930年12月 - 4月
- 東京府女子師範学校 - 盟休[14]。
- 神奈川師範学校 - 1901年6月、[12]。
- 横浜商業専門学校 - 1930年。1934年、試験問題の難解さへの反発から紛擾[1]。
- 新潟県師範学校 - 1898年4月、[12]。
- 新潟県女子師範学校 - 1907年2月、[12]。
- 愛知県女子師範学校 - 良妻賢母教育に反対して市川房枝が授業ボイコットを起こす。
- 滋賀県師範学校 - 1883年、学校騒動[27]。
- 鳥取師範学校 - 1908年11月、[12]。
- 島根師範学校 - 1907年7月、[12]。
- 高知師範学校 - 1896年12月、[12]。
- 九州医学専門学校 - 1927年2月、校舎増築から同盟休校[12]。
- 大分師範学校 - 1916年11月。1924年10月、[12]。
- 佐賀師範学校 - 1897年11月、紛擾[12]。
- 宮崎師範学校 - 同盟休校[12]。
- 台北師範学校 - 1922年2月、生徒のストライキを扇動したとして台湾文化協会の蔣渭水らと生徒45名を逮捕。
- 台中師範学校 - 1928年、校則で禁じられていた台湾語を話した学生が寮監に殴られたことから学生運動に発展。

各種学校
- 宮城女学校 - 1891年、宮城女学校ストライキ事件
- 岩倉鉄道学校 - 1927年2月、[12]。
- 盲人技術学校 - 1930年6月、学生に人気の教授が派閥争いで辞職し全校ストライキし復職に成功。
- 救世軍士官学校 -　1930年10月、[12]。

旧制中等教育学校
- 北海道庁立札幌中学校 - 1908年3月[28]。
- 北海道庁立小樽中学校 - 1908年2月[14]。

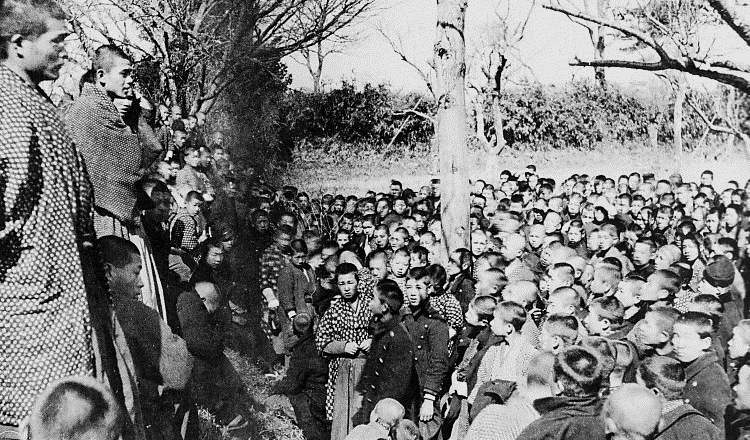
旧制水戸中学校の同盟休校

- 青森県立弘前中学校 - 1921年、[29]。1931年6月、校長・教諭排斥を要求し嶽温泉に籠城[30]。
- 青森市立商業学校 - 1930年10月、体育科免許しか持たない教師が代数を教えるのは不当と白紙答案事件が起き、5年の内庭球部水泳部以外ストライキ[30]。
- 青森市立工業学校 - 1927年、建築科4年が同盟休校。1932年、遠足の日梵珠山に籠城[30]。
- 青森県立青森中学校 - 1912年11月、紛擾[12]。
- 岩手県立盛岡中学校 - 1901年3月、教員間の紛争（岩手県出身の教員が、他地域出身の教員を冷遇した）是正を掲げて4年生と3年生がストライキを断行、4年生の首謀者に野村胡堂、参加者に石川啄木がいた[31]。1904年6月。1905年1月[12]。1913年1月、宮沢賢治らが舎監排斥運動を起こす。
- 秋田県立秋田中学校 - 1906年、10月と11月のストが一つになった。石井漠も退学。1918年10月4年生の大部分盟休[29]。
- 宮城県尋常中学校 - 1896年7月、紛擾[12]。
- 宮城県立第二中学校 - 1916年4月、紛擾[12]。
- 山形県立山形中学校 - 阿部次郎らがストライキを起こし退学。
- 山形県立新荘中学校 - 1906年12月、[12]。1930年11月、[14]。
- 福島県立会津中学校 - 1920年10月、[14]。
- 福島県立磐城中学校 - 1912年11月、[12]。
- 茨城県立水戸中学校 - 1907年12月、[12]。1921年2月、校長復職要求全校スト。無償で提供された銭湯の2階が本部。盟休中は偕楽園で自習。1932年5月、盟休。3・4年生那珂川岸5年生桜山に集結[29]。
- 茨城県立土浦中学校 - 1911年6月。1911年11月、[12]。1929年5月、5年生[12]。
- 茨城県立石岡農学校 - 運動会が経費上開催しないのならと3年生は遠足。
- 栃木県立宇都宮中学校 - 1892年6月。1897年4月。1899年5月。1899年10月 - 11月、画学教師排斥。1918年7月、[32]。
- 栃木県立栃木中学校 - 1900年5月。1901年秋。1924年1月
- 栃木県真岡中学校 - 1909、生徒の不正手段から[12]。
- 群馬県立前橋中学校 - 1897年12月、[12]。1905年5月、[29]。1914年、[29]。1922年7月、[12]。
- 千葉県立千葉中学校 - 1900年6月、[12]。1905年、[29]。1909年、[12]。1911年1月、新年の級友会のかくし芸の卑猥さに教諭が制止した事から5年生が盟休[14]。
- 千葉県立佐原中学校 - 1914年10月。1915年6月、[12]。
- 千葉県立木更津中学校 - 1910年11月、[12]。
- 千葉県立成東中学校 - 試験で難問のため一同白紙。首謀者処分から教諭排斥を迫り盟休し各所で会合。[12]。
- 埼玉県立浦和中学校 - 1911年12月、[12]。1926年11月、盟休[14]。
- 東京府立第一中学校 - 1929年1月、校長排斥運動
- 東京府立第二中学校 - 1923年7月、運動会4・5年生午後の競技に参加せず[14]。4・5年生授業に就かず[12]。1925年。1932年11月。
- 東京府立第三中学校 -
- 東京府立第四中学校 -
- 東京府立第五中学校 -
- 東京府立第六中学校 -
- 東京府立第七中学校 -
- 東京府立第八中学校 -
- 東京府立第九中学校 -
- 第一東京市立中学校 - 1928年度一期生の5年生らが紛擾を起こし全校に及んだ。
- 東京市立京橋商業学校 - 1939年3月、校名改称から[12]。
- 早稲田実業学校 - 1910年7月、英作文盗み見し自殺から同盟休校。1914年7月、盟休。1915年4月、盟休[14]。1918年4月、[12]。1924年6月、[14]。
- 攻玉社 - 1914年4月、[12]。
- 明治学院中学部 - 1920年3月-7月、第一次同盟休校事件[33]。1920年10月-11月、第二次同盟休校事件[34]。1935年5月、盟休[12]。
- 高輪中学校 - 1932年10月、鉄条網張り示威不能に[12]。
- 名教中学校 - 1931年9月、紛擾盟休へ[12]。
- 神奈川県立第一中学校 -
- 神奈川県立第三中学校 - 1901年1月、[12]。1906年1月、[12]。1906年3月、[14]。
- 逗子開成中学校 - 1913年10月、4年生登校せず[12]。
- 藤澤中學校 - 1929年3月、[12]。
- 山梨県立甲府中学校 - 1894年2月、[12]。
- 新潟県立新潟中学校 - 1911年2月、[12]。
- 新潟県立村上中学校 - 稲葉修が生徒代表として祭りの日を休校にしろと同盟休校した。
- 新潟県立高田中学校 - 1921年4月、[29]。
- 長野県松本中学 - 1899年3月、[12]。1916年11月、校長排斥事件[29]。
- 長野県伊那中学校 -
- 長野県諏訪中学校 -
- 静岡県立静岡中学校 - 1913年10月、[12]。
- 静岡県立浜松中学校 - 1923年11月、4年生[12]。
- 静岡県立沼津中学校 - 1910年12月。1916年12月、[12]。1927年5月、厳格な配属将校への反発から将校らを排斥を求め籠城。
- 愛知県立第一中学校 - 1896年12月、[14]。1899年3月、[12]。1921年3月、卒業式に5年生出ず[14]。1923年6月、校長は体育を軽んじているとして5年生が寺で同盟休校[12]。1928年6月
- 愛知県立第二中学校 - 1909年4月、[12]。
- 愛知県立第三中学校 - 1905年6月、[12]。
- 愛知県立熱田中学校 - 1922年9月。1925年7月、5年生[12]。
- 三重県立第一中学校 - 1893年5月、学校騒動[14]。1902年5月6月、[12]。1921年6月、[14]。
- 和歌山県立和歌山中学校 - 1906年10月、[14]。
- 富山県立富山中学校 - 1890年1月 - 2月、全校同盟休校。1892年、4年盟休。1896年4月5月、2年以上盟休。1900年7月、4年筆答拒否。1909年10月、2年盟休。1909年11月、4年乙組の大半盟休。1919年[29]
- 福井県福井中学校 - 1908年1月。1898年12月、[12]。
- 岐阜県第一中学校 - 1891年6月、[12]。
- 石川県立金沢第一中学校 - 1899年11月、[12]。
- 石川県立金沢第二中学校 - 1921年6月、5年生教諭排斥を求め盟休[14]。
- 滋賀県立第一中学校 - 1902年5月6月7月。1907年1月、[12]。
- 京都府立京都第一中学校
- 同志社尋常中学校 - 1899年、永井柳太郎らがストライキを起こす[35]。
- 立命館中学校
- 平安中学校 - 1922年3月、[14]。
- 奈良県尋常中学校 - 1898年6月。1921年12月、[12]。
- 大阪府立茨木中学校 - 服装が不満で起きたストライキの背後に三高生の大宅壮一がいた。
- 鳥取県立鳥取第一中学校 - 1903年10月、[12]。1908年5月、3・4・5年生が盟休[14]。1909年10月、[12]。
- 兵庫県立第一神戸中学校 - 1893年3月、音楽教師と生徒間のごたごたから盟休[14]。
- 愛媛県立松山中学校 - 1898年4月、[12]。
- 徳島県立徳島中学校 - 1893年5月、[14]。1901年6月、[12]。
- 徳島商業学校 - バザーの経費公開を巡り全校生徒が授業放棄によるストライキを起こし三木武夫は扇動したとして放校される。
- 高知県立中村中学校 - 1923年7月、男女教員の関係から同盟休校[14]。
- 福岡県立久留米中学校 - 1903年7月、[12]。
- 佐賀県立佐賀中学校 - 1912年5月、3・4年生ら盟休[14]。
- 佐賀県立唐津中学校 - 1912年6月、盟休[14]。
- 大分県立大分中学校 - 1898年7月、[14]。1898年10月。1902年9月、[12]。麻生久
- 宮崎県立都城中学校 - 1944年8月、陸軍士官学校・海軍兵学校進学組とその他の進学組での差別的待遇から同盟休校[36]。
- 沖縄県立第一中学校 - 伊波普猷がストライキ事件の指導者の一人として退学処分。
- 台中州立台中第一中学校 - 1927年、炊事事件により退学者100名以上。
- 小樽実践女学校 - 1922年3月、教諭と校長の関係から盟休[14]。
- 秋田県　女学校 - 1929年7月 - 4年生盟休、[14]。
- 福島県立福島高等女学校 - 1912年6月、4年生50名が一杯森という庭に集まり教頭排斥を決議し全校盟休を企てる。
- 茨城県立土浦高等女学校 - 1925年2月、校長休職の噂から26日一時間目を終えると盟休しようとしたが途中で門を固くし無理矢理生徒を講堂に集め説明[12]。
- 栃木県立宇都宮高等女学校 -1909年3月、採点から盟休[14]。
- 阿蘇郡立佐野高等女学校 - 1920年
- 東京府立第一高等女学校 -
- 東京府立第二高等女学校 - 1928年11月、4・5年生約50名が登校せず[12]。
- 東京市立第一実科高等女学校 - 1921年4月、保護者による校長留任運動[14]。
- 王子高等女学校 - 1931年11月、経営者と校長の軋轢から教員も両派に別れ全教員が辞職勧告され生徒は校長復職などの決議文を突きつけ即日総退学決行。父兄会では同じ構内にある校長名義の王子家政女学校に総転校の手続きをし家政女の生徒として同じ校門をくぐる事となった[12]。
- 私立横浜高等女学校 - 1914年3月、校主と校長の軋轢から同盟休校[12]。
- 神奈川県立小田原高等女学校 - 1921年2月、2年生43名は歴史教諭への反感から授業を受けず。[14]。
- 静岡県立三島高等女学校 - 1919年4月、4年生校長排斥・学校改革を求め祇園山に集合し盟休[14]。
- 大阪　高等女学校 - 1931年9月、[14]。
- 大阪府立夕陽岡高等女学校 - 1921年4月、[14]。
- 神戸親和高等女学校 - 1921年2月、600名[14]。
- 香川県大川高等女学校 - 1926年2月、三角関係から教諭3名が駆け落ちし生徒が同盟休校[12]。

旧制小学校
- 北海道空知郡瀧川小学校 - 1909年1月、校舎移転問題から盟休。
- 北海道小樽郡朝里小学校 - 1909年10月、学校増築・敷地買収[12]。
- 岩手県渋民尋常高等小学校 -1907年4月 石川啄木が代用教員として児童を扇動し同盟休校を起こす。
- 山形県最上郡稲舟村角沢小学校 -　1927年2月、分教場を廃止しようとしたが通学距離が長くなり大雪も多く父兄が同盟休校させた[12]。
- 千葉県香取郡豊浦村小学校 - 校長が常に虐待するので高等科2年生が結束して盟休し夕方まで帰宅せず。父兄・村会議員は役所に転任を迫る[14]。
- 千葉県東葛飾郡船橋町立尋常高等小学校 - [14]。
- 東京府北豊島郡王子町立尋常高等小学校 - 1909年9月、尋常科6年47名中38名が授業時間の約束違いから同盟休校。数名が朝から要所で待ち受け登校させず稲荷山に集めた。2名を総代に選び校長と談判。
- 東京府向島区梅若小学校 - 1936年1月、新設校のため通学区域の変更になるのを撤回要求する保護者が、児童約300名に盟休させた[14]。
- 東京府瀧野川町瀧野川小学校 - 1913年12月、校長の方針で学用品費が無意味に高価になり、また教諭の体罰もあり父兄の反感を買い紛擾が表面化。
- 東京府日本橋区東京市立日本橋女子高等小学校 -　1933年5月、盟休し父兄会から校長に辞職勧告[12]。
- 東京府赤坂区青山小学校 - 1918年3月、1919年8月、[14]。
- 東京府下南多摩郡町田町小学校 - 1929年11月、先生が17名乱打したのが父兄の激昂を買い紛擾が起き13日から高等科男女42名が一人も登校せず同盟休校した[12]。
- 東京府多摩郡七生村平山尋常高等小学校 - 1933年4月[14]。
- 東京府八王子市外七生村小学校 - 1929年9月7日、高等科男女50名は2訓導の転任が校長の専断であると盟休[12]。
- 東京府東京市芝区神応小学校 - 1937年6月[12]。
- 神奈川県三浦郡南下浦小学校 - 1929年2月[12]。
- 神奈川県小田原町立第二小学校 - 校長反対運動から父兄会で盟休を決める。第一小、第三小も同調し休校[12]。
- 長野県小県郡神科小学校 - 不良教員8名退職で解決[14]。
- 静岡県庵原郡飯田村飯田尋常高等小学校 - 1926年7月、高等科1年男子43名が理科授業中声を上げ校外に出て帰宅。訓導の体刑から発生[14]。
- 奈良県郡山町立女子尋常高等小学校 - 新学年から不評判の訓導が受持ちとなり教授不熱心・女生徒の反感を買い高等科4年生は登校せず。父兄らも肩を持つ[12]。

### 学生生徒児童間の対立の事例
旧制大学

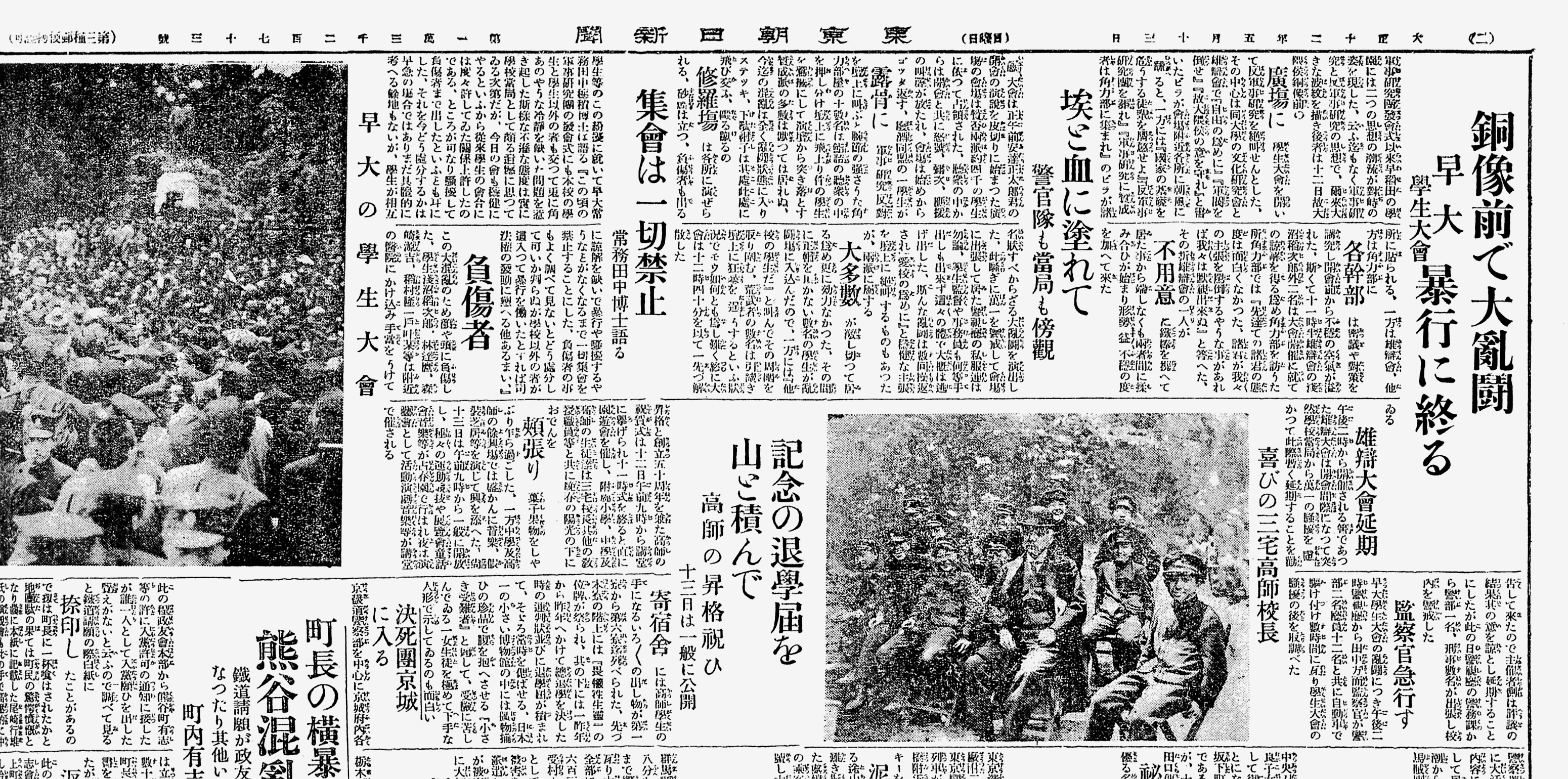
銅像前で大乱闘 早大学生大会 暴行に終る（『東京朝日新聞』 1923年5月13日付夕刊2面）

- 東京帝国大学 - 新人会と七生社が対立（1928年）。
- 早稲田大学 - 軍事研究団事件（1923年）。

旧制中等教育学校
- 長野県伊那中学校 - 月曜会と体制派・保守派の同志会が対立。

## 関連作品
- 太宰治『学生群』
- 久保輝巳『仰げば霧島』
- 『いだてん〜東京オリムピック噺〜』 - 主人公金栗四三が担任する東京府立第二高等女学校での学校騒動が描かれる。